# Модзелевская, Мария
Мария Модзелевская (пол. Maria Modzelewska; 15 апреля 1903, Сосновец, Царство Польское, Российская империя — 25 сентября 1997, Сколимов, Пясечинский повет, Мазовецкое воеводство, Польша) — польская актриса
 театра и кино, певица
.

## Биография
Родилась в актёрской семье. Дебютировала на сцене краковского театра «Bagatela» в 1920 году. В 1921—1923 годах играла в Театре имени Юл. Словацкого, с 1924 до 1939 года в разных театрах, кабаре и ревю Варшавы.
После начала Второй мировой войны выехала в Румынию, затем в США. Жила в Нью-Йорке. Сперва трудилась на разных работах. Затем подключилась к артистической деятельности польской эмиграции. Была председателем общества артистов польской сцены в Нью-Йорке. Выступала в Польском театре. В 1955—1956 годах играла в Лондоне. В 1994 году вернулась на родину. Последние годы жизни провела в доме для престарелых артистов.
Трижды была замужем. Её первым мужем был поэт Марьян Хемар (1936—1956).
Одна из самых знаменитых актрис межвоенного театра Польши.
Снималась кино с 1924 года. Кроме участия в фильмах занималась дубляжем.

## Избранная фильмография
- 1924: Kiedy kobieta zdradza męża
- 1925: Iwonka — Оля
- 1926: О чём не думают — Зофия, дочь Верцяка
- 1927: Ziemia obiecana — Зоська
- 1928: Канун весны — Каруся
- 1931: Serce na ulicy
- 1931: Straszna noc
- 1934: Śluby ułańskie — Мария, жена Плещинского